# Summertime
Pour les articles homonymes, voir Summertime (homonymie).
Pour le film de David Lean avec Katharine Hepburn, voir Vacances à Venise.
 (janvier 2025).
Clip vidéo
[vidéo] « Summertime - Billie Holiday (1936) », sur YouTube
[vidéo] « Summertime - Ella Fitzgerald & Louis Armstrong (1957) », sur YouTube
[vidéo] « Summertime - Miles Davis (1959) », sur YouTube
Summertime (littéralement « Saison d'été », en anglais) est un air d'opéra-standard de jazz-jazz blues du Great American Songbook, composé par George Gershwin, avec des paroles de DuBose Heyward et Ira Gershwin, pour leur opéra américain en trois actes Porgy and Bess de 1935 (interprété, et enregistré en single par Abbie Mitchell). Il est repris avec succès par de nombreux interprètes, dont en particulier Gene Vincent, Sidney Bechet, Billie Holiday, Louis Armstrong en duo avec Ella Fitzgerald ou encore Miles Davis.

## Histoire
Gershwin commence à composer cet air d'opéra-berceuse d'inspiration gospel-blues, en décembre 1933. Il alterne deux couplets de quinze mesures, le plus souvent joué en ré mineur (et parfois en si mineur) avec des paroles de DuBose Heyward et Ira Gershwin (son frère). Cette berceuse est interprétée dans l'opéra à quatre reprises : par le personnage de Clara dans le premier chapitre, pour endormir son enfant (Acte I, Scène 1 : Summertime), reprise en contrepoint de la scène de Craps (Acte I, Scène 1 : Oh, nobody knows when the Lawd is goin' to call) puis plus tard, toujours par Clara (Acte II, Scène 4 : One of these mornings you goin' to rise up singin), et enfin dans l'acte III par le personnage de Bess (Acte III, Scène 1: Summertime...) « Saison d'été, et la vie est facile, les poissons bondissent, et le coton est haut, oh, ton papa est riche, et ta maman est belle, alors, chut, petit bébé, ne pleure pas..., il n'y a rien qui peut te nuire, quand papa et maman sont à tes côtés...  »
L'action se situe à Charleston en Caroline du Sud, dans le Sud des États-Unis, en pleine misère de la Grande Dépression américaine des années 1930, pourtant, dans la cour du quartier Afro-Américains de Catfish Row (en), on boit, on chante, on joue, on danse même.
L'opéra est enregistré pour la première fois par la chanteuse soprano d'opéra américaine Abbie Mitchell, le 19 juillet 1935, avec George Gershwin au piano et comme chef d'orchestre (Gershwin Conducts Excerpts from Porgy & Bess, Mark 56 Records LP 667).

### Origine
La mélodie aurait pour origine une berceuse ukrainienne publiée pour la première fois en 1837 Ой ходить сон коло вікон (Un rêve passe par les fenêtres),. Certains musicologues considèrent l'air de Summertime comme une adaptation de la chanson afro-américaine Sometimes I Feel Like a Motherless Child, bien que Gershwin lui-même ait réfuté cette information.

## Interprétations notables
Ce standard de jazz est repris par de très nombreux interprètes. Un regroupement de collectionneurs d'enregistrements de Summertime (The Summertime Connection) affirme avoir recensé, au 31 juillet 2020, 98 400 interprétations publiques dont 82 723 auraient été enregistrées (dont 70 820 seraient dans leur collection).

### Musique classique
- Orchestre philharmonique de Londres sous la direction de Simon Rattle, avec Harolyn Blackwell, 1992
- Duo Campion/Vachon (Gershwin - Songbook pour piano quatre mains, arrangement de Guy Campion, chez Analekta, 1995 ; Grand Prix 1996 de la Nouvelle Académie du Disque français)
- Barbara Hendricks (Tribute to George Gershwin, It's Wonderful, 2001)
- Yehudi Menuhin et Stéphane Grappelli (Menuhin & Grappelli Play Gershwin, 2001 ; EMI) : version instrumentale
- Yehudi Menuhin (Le Violon du siècle, album du 90e anniversaire, 2006 ; EMI classics) : version instrumentale

### Gospel
- Mahalia Jackson, 1961 - ?

### Blues
- Big Mama Thornton, Soto play record, 1966 ; Mercury, 1969
- Janis Joplin (Big Brother and the Holding Company, Cheap Thrills, 1967 ; Columbia) : le morceau comporte des arrangements importants dont une introduction et un solo (interprété par deux guitares) originaux.

### Jazz-blues
- Sidney Bechet, 1939
- Billie Holiday, Lady Day: The Complete Billie Holiday On Columbia, 1933-1944
- Charlie Parker, Charlie Parker with Strings, 1949
- Don Byas, Laura, 1952
- Chet Baker, 1955
- Art Pepper, Modern Art, 1956; The Art of Pepper - The Complete Omega Sessions Master Takes, 1957
- Ella Fitzgerald et Louis Armstrong, Porgy and Bess, 1958
- Miles Davis, Porgy and Bess, 1958, arrangements de Gil Evans
- Nina Simone, Nina Simone at Town Hall, 1959
- John Coltrane, My Favorite Things, 1961
- Duke Ellington, Piano in the Foreground, 1961
- Bill Evans, How My Heart Sings!, 1962
- Albert Ayler, My name is Albert Ayler, 1963
- Coleman Hawkins & Sonny Rollins, Sonny Meets Hawk!, 1963
- Stan Getz, Getz au Go Go, 1964
- Billy Stewart, Unbelievable, 1965
- Booker T. and the M.G.'s, And Now !, 1966
- Tal Farlow, The Return Of Tal Farlow, 1969
- Count Basie, Good time blues, 1970 ; Lullaby Of Birdland, 1997
- Gil Evans, Svengali, 1973
- George Benson, In Concert-Carnegie Hall, 1975
- Keith Jarrett, Solo Tribute: Keith Jarrett – The 100th Performance in Japan, 1987
- Courtney Pine et Larry Adler, The Glory of Gershwin, 1994
- Stéphane Grappelli, Stéphane Grappelli & friends in Paris, 1996
- Joe Henderson, Porgy & Bess, 1997
- Herbie Hancock, Gershwin's World, 1998
- Sarah Vaughan, Sarah Vaughan Sings Gershwin, 1998
- Pat Metheny et Jim Hall, Jim Hall & Pat Metheny, 1999
- Paolo Fresu, Kind of Porgy & Bess, 2002
- Molly Johnson, Another Day, 2003
- Klazz Brothers and Cuba Percussion, Jazz Meets Cuba, 2003
- Aaron Neville, 2003
- Caetano Veloso, A Foreign Sound, 2004
- Renee Olstead, Renee Olstead, 2004

Ainsi que Peggy Lee, Ray Charles, Biréli Lagrène et André Ceccarelli (à Jazz in Marciac), Al Jarreau, Bessie Smith, Oscar Peterson, Norah Jones, Gunhild Carling...

### Pop, rock, folk…
- Gene Vincent (EP, 1958)
- Ricky Nelson, Album Seven by Rick (1962)
- The Tornadoes, Surf Rock (1963)
- Vince Taylor et le Bobby Clark's Noise, Vince! (1965)
- The Zombies, The Zombies (EP) (en) (1965)
- Ten Years After, Undead (1968)
- Janis Joplin avec Big Brother and the Holding Company, Cheap Thrills (1968)[5]
- Love Sculpture (EP, 1969)
- Brainbox (EP, 1969)
- The Doors, Live in Boston (1970)
- Doc Watson (EP version Bluegrass, 1972)
- Paul McCartney (Снова в СССР, 1991 ; Parlophone)
- Peter Gabriel et Larry Adler, The Glory of Gershwin (1994)
- DumDum Boys, X-Perimental Zebra-Phonic (1995)
- Stereophonics, A Thousand Trees (en) (1997)
- Me First and the Gimme Gimmes, Are a Drag (en), version punk rock (1999)
- Hang on the Box, Di Di Di (en) (2002)
- Devendra Banhart dans l'émission Taratata (2005)[6]
- Nina Hagen, Irgendwo auf der Welt (2006)
- Beverly Jo Scott sur l'album d'hommage à Janis Joplin Planet Janis (2010)
- Scarlett Johansson et Massive Attack, bande-son de Days of Grace de Everardo Valerio Gout (2012)[7]

#### The Beatles
La formation complète du groupe britannique The Beatles l'a enregistré à Hambourg le 15 octobre 1960 avec Lu Walters (de son vrai nom, Walter Eymond) comme chanteur principal. Celui-ci faisait partie du groupe Rory Storm and The Hurricanes avec Ringo Starr. Walters invite le batteur et leurs compatriotes John Lennon, Paul McCartney et George Harrison, de passage en Allemagne, à enregistrer cette chanson chez Akustik, un studio qui permettait au public d'enregistrer des messages à être gravés sur des 78 tours. Ce tout premier enregistrement des quatre Beatles, deux ans avant l'embauche de Starr, est aujourd'hui disparu.

### Soul, reggae, R'n'B, disco
- Sam Cooke (1957)
- The Walker Brothers (1966)
- The Sound Dimension, (Mojo RockSteady Beat, 2008 ; Souljazz Records) enregistré entre 1967/1970 au Studio One de Sir Coxsone Dodd
- Lloyd Clarke, (rocksteady, 1968)
- Al Green (1969)
- B.B. Seaton et Lloyd Charmers pour une version reggae en 1973
- Claudja Barry (1977) version disco
- Errol Walker, avec une instrumentation produite par Lee Perry, sous le nom de la chanson In these times (1977). La mélodie est la même, et certaines paroles ont été reprises
- Jimmy Riley, version reggae rockers (1979)
- Sylvester sur l'album Mutual Attraction (1985)
- Sublime (Sublime, 1996, sous le titre Doin' Time, qui n'est pas vraiment une reprise, mais un titre qui utilise des éléments et la mélodie de base de la chanson)
- Morcheeba (Summertime, 1998 ; China Records)
- Jim Murple Memorial (Rhythm & Blues Jamaïcain, 1998 ; Patate-Records) : version ska
- Angélique Kidjo (Keep on Moving, 2002 ; Wrasse Records)
- Martha High sur les albums Live at quai du blues, 2004 et W.O.M.A.N avec les Shaolin Temple Defenders, 2007
- Aelpéacha (reprise reggae sur l'album Val II Marne Rider, 2007)
- Marina Pi (dub, 2011)

Ainsi que John William, Fantasia Barrino, Leona Lewis...

### Variété et autres
- Santo & Johnny (Santo & Johnny vol. 1, 1959)
- Mike Brant (1970)
- Nicoletta (Le Rendez-Vous, 2006)
- Grand Corps Malade (L'heure d'été sur l'album 3e Temps, 2010)
- Lana Del Rey (Doin' Time sur l'album Norman Fucking Rockwell!, 2020)

## Au cinéma
- 1959 : Porgy and Bess (film), d'Otto Preminger (interprété par Diahann Carroll).
- 1984 : Il était une fois en Amérique, de Sergio Leone, avec Robert De Niro.
- 2001 : La ville est tranquille, de Robert Guédiguian.
- 2008 : Le Premier Jour du reste de ta vie, de Rémi Bezançon.
- 2019 : Once Upon a Time… in Hollywood, de Quentin Tarantino (version de Billy Stewart).